# Justicia linearis
Justicia linearis är en akantusväxtart som beskrevs av Robinson och Greenm.. Justicia linearis ingår i släktet Justicia och familjen akantusväxter. Inga underarter finns listade i Catalogue of Life.